# Джидинський вольфрамо-молібденовий комбінат
Джидинський вольфрамо-молібденовий комбінат — підприємство з видобутку і збагачення вольфрамових руд у Бурятії.
Центр видобутку — місто Закаменськ.
200 жил потужністю до 3…4 м переважно крутого залягання.